# Anjani Thomas
Anjani Thomas (née le 10 juillet 1959, à Honolulu) est une chanteuse et pianiste américaine surtout connue pour sa collaboration avec Leonard Cohen, Carl Anderson, Frank Gambale, et Stanley Clarke. Elle entame une carrière en solo en 2000.

## Biographie
À Honolulu, Anjani apprend la guitare, le piano et le chant. Elle étudie une année au Berklee College of Music puis s'installe à New York pour poursuivre sa carrière musicale.
Elle joue dans des clubs de jazz avant de rencontrer son producteur John Lissauer qui la recrute pour chanter dans le chœur de la chanson Hallelujah de l'album Various Positions de Leonard Cohen, en 1984. Anjani part en tournée avec Cohen en 1985, aux chants et claviers, et a régulièrement collaboré avec Cohen depuis lors par exemple dans I'm Your Man, The Future, and Dear Heather.
Anjani entame une carrière en solo avec l'album Anjani paru en 2000, puis l'album The Sacred Names en 2001 qui est une ode aux noms de Dieu en araméen, en grec et en hébreu.
En 2006, Cohen contribue à l'album d'Anjani intitulé Blue Alert. Cette chanson sera utilisée en 2007 dans un clip publicitaire.
En 2011, Anjani commence à travailler sur la suite de Blue Alert, avec la collaboration de Leonard Cohen pour 3 chansons. Le nouvel album I Came To Love est publié en juillet 2014 uniquement par téléchargement.

## Discographie
- Anjani (2000)
- Sacred Names (2003)
- Blue Alert (2006)
- I Came to Love (2014)